# Arsène Lux
Pour les articles homonymes, voir Lux.
Arsène Lux, né le 30 juillet 1935 à Rombas (Moselle), est un homme politique et haut fonctionnaire français.

## Biographie

### Carrière militaire (1957-1975)
Arsène Lux a été officier de l’Armée de terre de 1957 à 1975 et a été déployé en Algérie et en Allemagne. Il a fait partie du 35e régiment d'artillerie parachutiste et du 2e régiment étranger de parachutistes (2e REP). Il a fini sa carrière militaire comme moniteur parachutiste et chuteur opérationnel à l'École des troupes aéroportées.

### Carrière de haut fonctionnaire (1975-1988)
Il commence sa carrière administrative en tant que Sous-préfet et Directeur de cabinet du préfet de Dordogne entre 1975 et 1977, puis Directeur de cabinet du préfet de Languedoc-Roussillon entre 1977 et 1979. Enfin en 1979, il est Secrétaire Général Adjoint des Alpes-Maritimes.
De 1980 à 1981, il est le directeur de cabinet du Directeur Général de la Police Nationale.
En 1981, il devient Chef de service, Adjoint au Directeur Général du Service de documentation extérieure et de contre-espionnage (SDECE), Pierre Marion. Il dirige une cellule « Prospection », appelée aussi « Plan, prospective et évaluation », qui est chargée d'élaborer des synthèses pour le gouvernement. La cellule deviendra plus tard la « Direction de la stratégie » après que le SDECE soit remplacé par la Direction générale de la Sécurité extérieure (DGSE) le 2 avril 1982.
De 1983 à 1984, il est le Directeur de Cabinet du Directeur Général de l’Administration au Ministère de l’Intérieur.
En 1985, il est Chef du service de la politique foncière de la Ville de Paris.
Par décret du 5 juillet 1986, Arsène Lux, préfet hors cadre, est nommé Directeur de l’Administration pénitentiaire, rattaché au Ministère de la Justice. Il participe à l'élaboration de la loi Chalandon, qui lance la construction de 15 000 places pénitentiaires. Le 27 août 1987, il est remplacé par le préfet François Bonnelle.
Il devient alors le Préfet délégué de la Préfecture de police des Bouches-du-Rhône jusqu'en 1988. Il sera Préfet hors cadre (c'est-à-dire sans fonction) jusqu'à la fin de l'année 1988.

### Carrière politique (1992-2014)
Il se lance dans la politique en se présentant aux élections cantonales françaises de 1992 dans le canton de Seuil-d'Argonne en Meuse, qu'il remporte.
Le 28 mars 1993, il est élu député de la 2e circonscription de la Meuse pour le temps d'un mandat qui prend fin en avril 1997.
Le 18 juin 1995, il devient maire de Verdun. Il conserve son poste de premier magistrat pendant 19 ans. Le 4 avril 2014, il perd l'élection municipale face au candidat socialiste Samuel Hazard, qui lui avait déjà pris son poste de conseiller général du canton de Verdun-Ouest en mars 2011. Il perd aussi la présidence de la communauté de communes de Verdun le 14 avril 2014.
Le 12 avril 2014, il annonce qu'il se retire de la vie politique.

## Distinctions
- Chevalier de la Légion d'honneur
- Officier de l’Ordre National du Mérite
- Croix de la Valeur militaire, 2 citations : Division et Brigade
- Chevalier du Mérite Agricole

## Détail des fonctions et des mandats

### Mandats parlementaires
Assemblée nationale
- 2 avril 1993 - 21 avril 1997 : Député de la 2e circonscription de la Meuse (Xe législature)

### Mandats locaux
Conseil général
- 1992 - 1995 : Conseiller général du canton de Seuil-d'Argonne
- 28 mars 2004 - 27 mars 2011 : Conseiller général du canton de Verdun-Ouest

Intercommunalité
- janvier 2002 - 11 avril 2014 : Président de la Communauté de communes de Verdun

Mairie
- 18 juin 1995 - 23 mars 2001 : Maire de Verdun
- 23 mars 2001 - 21 mars 2008 : Maire de Verdun
- 21 mars 2008 - 4 avril 2014 : Maire de Verdun